# Nowy cmentarz żydowski w Przemyślu

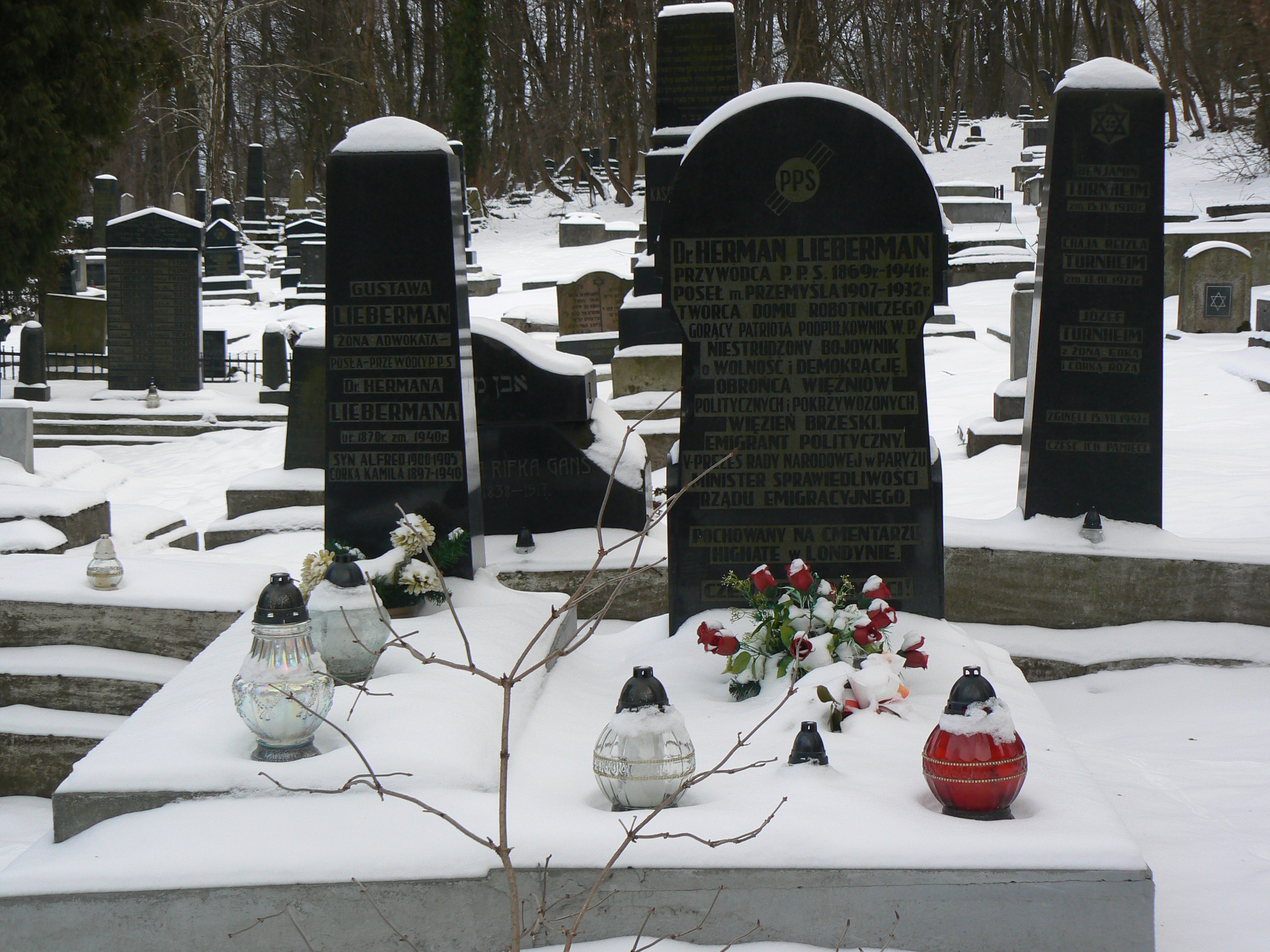
Symboliczny grób H. Liebermana na nowym cmentarzu

Nowy cmentarz żydowski w Przemyślu – kirkut pochodzący z XIX wieku, znajdujący się w Przemyślu przy ul. Słowackiego; największy cmentarz żydowski w województwie podkarpackim.

## Historia
Powstał w 1822, ma powierzchnię 5,1 ha, zachowało się na nim ok. 200 nagrobków oraz brama cmentarna.
Po wojnie pochowano na nim ekshumowane szczątki ofiar egzekucji Żydów z Przemyśla, Stalowej Woli, Birczy i Lubaczowa dokonanych przez hitlerowców w czasie wojny. Na początku lat 90. XX w. zbiorowych mogił ofiar hitlerowskiego terroru było na cmentarzu 12. Jak dotąd, ostatni pogrzeb odbył się na nim w 2017.
W 2001 przeprowadzono inwentaryzację nagrobków, w wyniku której odczytano ok. 800 inskrypcji.
Cmentarz wpisany do rejestru zabytków pod nr A-161 (03.11.1986).